# Антонівка (Звягельський район)
Анто́нівка — село в Україні, у Барашівській сільській територіальній громаді Звягельського району Житомирської області. До 1939 року — колонія. Кількість населення становить 106 осіб (2001).

## Населення
Кількість населення у 1868 році — 98 мешканців, в кінці 19 століття — 112 мешканців та 18 дворів.
У 1906 році проживало 118 осіб, дворів — 19, у 1923 році — 190 осіб, дворів — 25.
Відповідно до результатів перепису населення 1989 року, кількість населення, станом на 12 січня 1989 року, становила 149 осіб.
Станом на 5 грудня 2001 року, відповідно до перепису населення України, кількість мешканців становила 106 осіб.

## Історія
Колишнє лютеранське поселення на орендованих землях, 55 км північно-західніше м. Житомир, лютеранська парафія — у с. Геймталь.
В кінці 19 століття — колонія Барашівської волості Житомирського повіту, за 70 верст від Житомира.
У 1906 році — колонія Барашівської волості (1-го стану) Житомирського повіту Волинської губернії. Відстань до губернського та повітового центру, м. Житомир, становила 66 верст, до волосного центру, с. Бараші — 12 верст. Найближче поштово-телеграфне відділення розташовувалося в містечку Горошки.
У 1923 році увійшла до складу новоствореної Будо-Бобрицької сільської ради, котра, від 7 березня 1923 року, стала частиною новоутвореного Барашівського району Коростенської округи Волинської губернії. Відстань до районного центру, с. Бараші, становила 16 верст, до центру сільської ради, с. Будо-Бобриця — 2,5 версти. 20 червня 1930 року, в складі сільської ради, передана до Пулинського району, 17 жовтня 1935 року повернута до складу Барашівського району Київської області.
В період голодомору 1932—1933 років загинуло 35 чол. імена яких на сьогодні відомі.
Під час загострення сталінських репресій в 30-і роки минулого століття органами НКВС безпідставно було заарештовано і позбавлено волі на різні терміни 3 мешканців села, з яких 1 чол. розстріляно. Нині всі постраждалі реабілітовані і їхні імена відомі.
В 1939 році віднесена до категорії сіл. Від 11 серпня 1954 року до 10 червня 1958 року, внаслідок ліквідації Будо-Бобрицької сільської ради, село перебувало в складі Усолусівської сільської ради Барашівського району Житомирської області, після чого було повернуте до складу відновленої Будо-Бобрицької сільської ради. 30 грудня 1962 року, в складі сільської ради, увійшло до Ємільчинського району Житомирської області.
23 липня 1991 року, відповідно до постанови Кабінету Міністрів Української РСР № 106 «Про організацію виконання постанов Верховної Ради Української РСР…», село віднесене до зони гарантованого добровільного відселення (третя зона) внаслідок аварії на Чорнобильській АЕС.
28 липня 2016 року село увійшло до складу Барашівської сільської територіальної громади Ємільчинського району Житомирської області. Від 19 липня 2020 року, разом з громадою, в складі новоствореного Новоград-Волинського району Житомирської області.